# Gare de Pomas
La gare de Pomas est une gare ferroviaire française de la ligne de Carcassonne à Rivesaltes, située sur le territoire de la commune de Pomas, dans le département de l'Aude en région Occitanie.
Elle est mise en service en 1876 par la Compagnie des chemins de fer du Midi et du Canal latéral à la Garonne. 
C'est une halte voyageurs de la Société nationale des chemins de fer français (SNCF), desservie par des trains TER Occitanie.

## Situation ferroviaire
Établie à 145 mètres d'altitude, la gare de Pomas est située au point kilométrique (PK) 363,552 de la ligne de Carcassonne à Rivesaltes, entre les gares ouvertes de Verzeille et de Limoux-Flassian. En direction de Limoux-Fassian, s'intercalait la gare de Cépie.

## Histoire
La gare de Pomas est mise en service officiellement le 17 juillet 1876 par la Compagnie des chemins de fer du Midi et du Canal latéral à la Garonne, lorsqu'elle ouvre à l'exploitation la section de Carcassonne à Limoux de sa ligne de Carcassonne à Rivesaltes. De son ouverture à la fin de l'année 1876 la recette de la gare est de 5 717 francs, dont 2 934 fr pour le service des voyageurs, 95 francs pour le transport des marchandises Grande vitesse et 2 688 fr pour celui de la Petite vitesse.

## Fréquentation
De 2015 à 2023, selon les estimations de la SNCF, la fréquentation annuelle de la gare s'élève aux nombres indiqués dans le tableau ci-dessous.
| Année               | 2015  | 2016  | 2017 | 2018 | 2019 | 2020 | 2021 | 2022  | 2023  |
| ------------------- | ----- | ----- | ---- | ---- | ---- | ---- | ---- | ----- | ----- |
| Nombre de voyageurs | 4 264 | 1 138 | 324  | 130  | 882  | 642  | 853  | 1 169 | 1 016 |

## Service des voyageurs

### Accueil
Halte SNCF, c'est un point d'arrêt non géré (PANG) à entrée libre. Elle dispose d'un abri de quai.

### Desserte
Pomas est desservie par des trains TER Occitanie circulant entre Carcassonne et Limoux.

### Intermodalité
Un parc pour les vélos et un parking pour les véhicules y sont aménagés. 
Des cars TER Occitanie complètent la desserte de la gare avec une ligne de Carcassonne à Quillan, via Limoux.

## Patrimoine ferroviaire
Les anciens édifices, construits par la Compagnie du Midi, désaffectés du service ferroviaire : le bâtiment voyageurs avec sa halle à marchandises accolée et le petit édicule des latrines.

Anciens bâtiments de la gare Midi
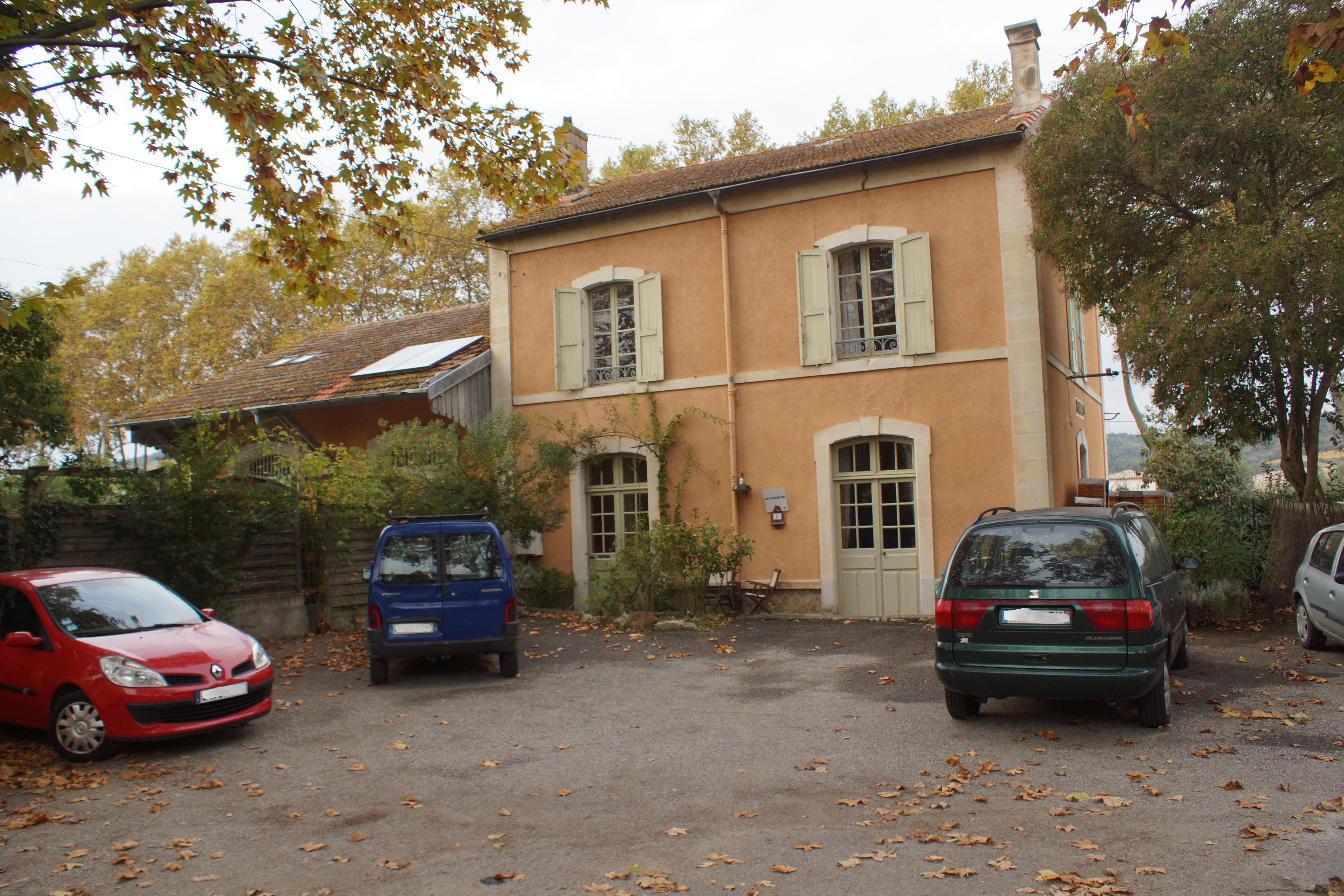
Bâtiment voyageurs.
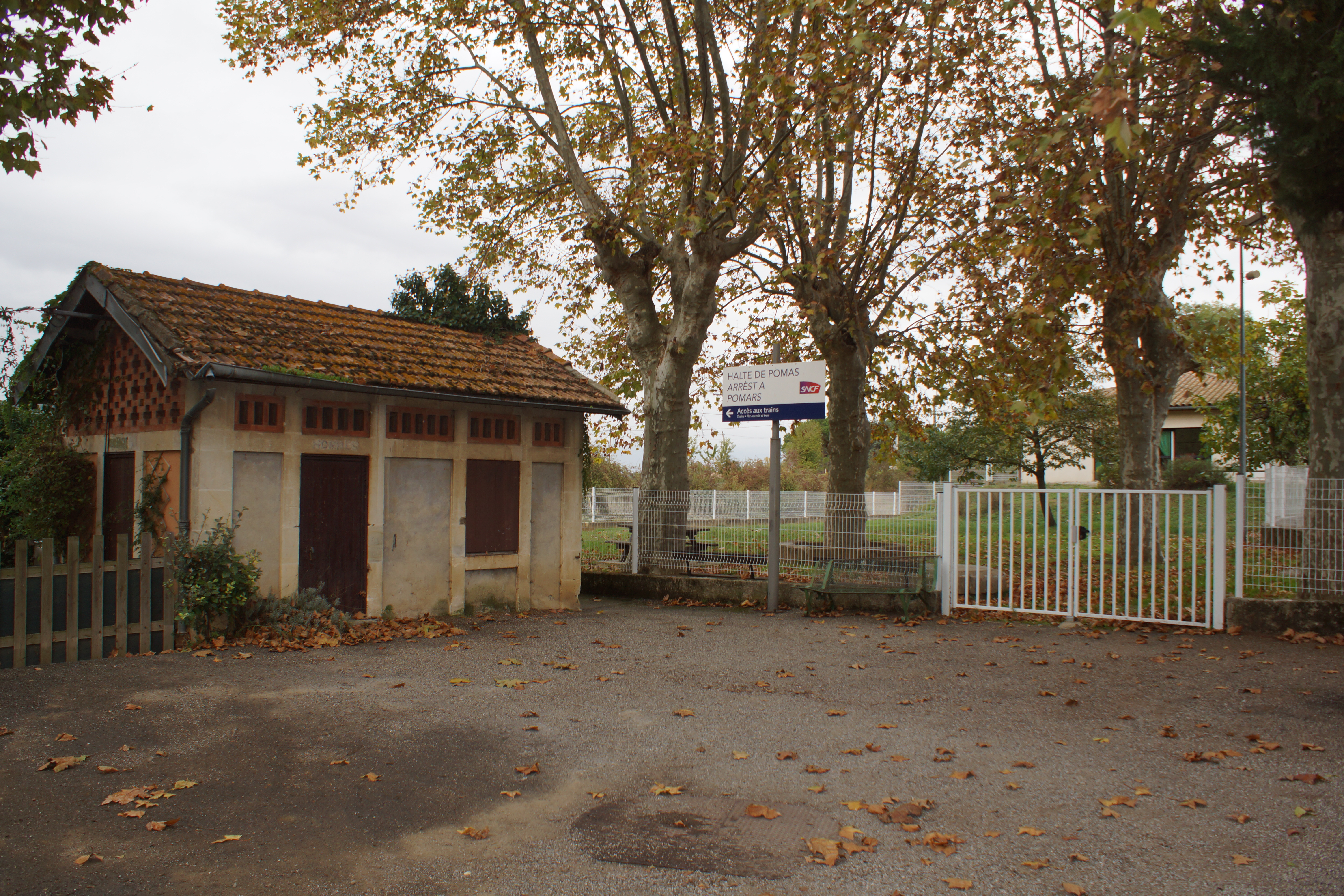
Latrines et entrée de la halte.